# 북바르알가잘주

북바르알가잘 주의 위치

북바르알가잘주(영어: Northern Bahr el Ghazal)는 남수단을 구성하는 10개 주 가운데 하나로, 남수단 북서부에 위치한다. 주도는 아웨일이며 인구는 826,646명(2006년 기준), 면적은 33,558km2이다.